# Karl Mantzius

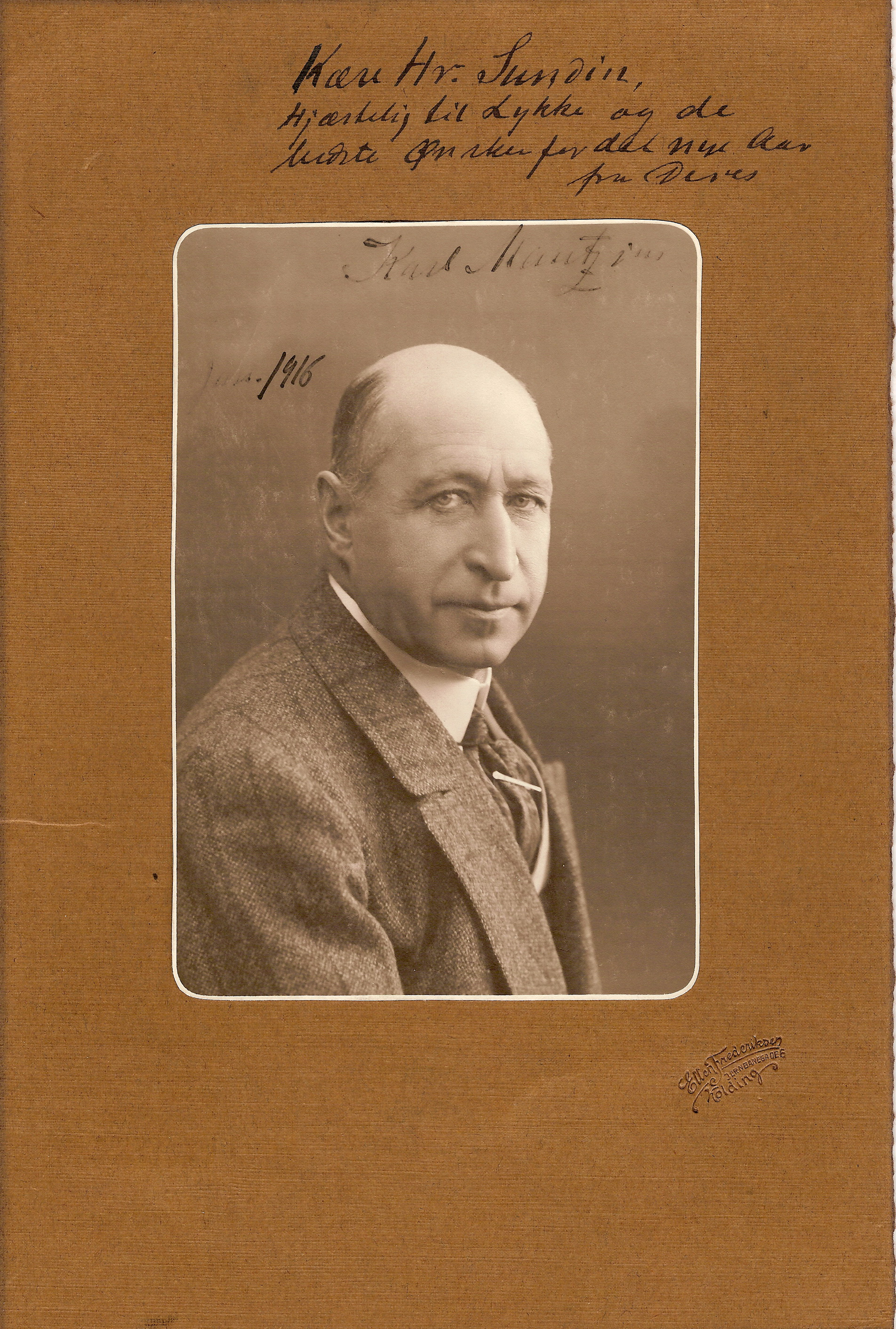
Karl Mantzius på ett fotografi dedicerat till den lundensiske studentprofilen Olof Sundin 1916. Foto: Ellen Frederiksen, Kolding.

Karl Mantzius, född den 20 februari 1860 i Köpenhamn, död den 17 maj 1921 i Frederiksberg, var en dansk skådespelare, regissör och författare. Han var son till skådespelaren Kristian Mantzius och gift första gången med skådespelaren Soffy Waleen. 
Mantzius debuterade som skådespelare på Det Kongelige Teater i Köpenhamn 1883 som Jeronimus i Erasmus Montanus. Han var verksam där fram till 1889, då han lämnade teatern för att under några år vara verksam som skådespelare och producent vid Dagmarteatret. Han återvände till Det Kongelige 1890 och utnämndes till chef för teatern 1909. Han genomförde sitt sista scenframträdande 1921. 
Inom filmen anställdes han 1914 som regissör vid Nordisk Film. Han kom bara att regissera tre danska stumfilmer, delvis kan orsaken vara att han som aktad skådespelare vid nationalscenen ansågs som för fin att ta steget ner till filmen. Dåtidens tidningar visade karikatyrteckningar där han beskrevs som den store "Dr. Film". Han engagerades till huvudrollen i Victor Sjöströms inspelning av filmen Hans nåds testamente 1919. 
Mantzius var en av grundarna till Dansk Skuespillerforbund 1904, och han valdes till förbundets förste ordförande. Som författare har han skrivit flera böcker om teaterhistoria, bland annat verket Skuespilkunstens historie i fyra band utgivna 1897–1916. Band tre som tog upp teaterperioden under Shakespearetiden gav honom en filosofie doktorsgrad vid Köpenhamns universitet.

## Filmografi
- 1914 – Penge
- 1916 – Addys ægteskab
- 1916 – Pavillonens hemmelighed
- 1919 – Hans nåds testamente

## Utmärkelser
- Riddare av Dannebrogorden,  1899[4]

[Redigera Wikidata]